# Vadmurok

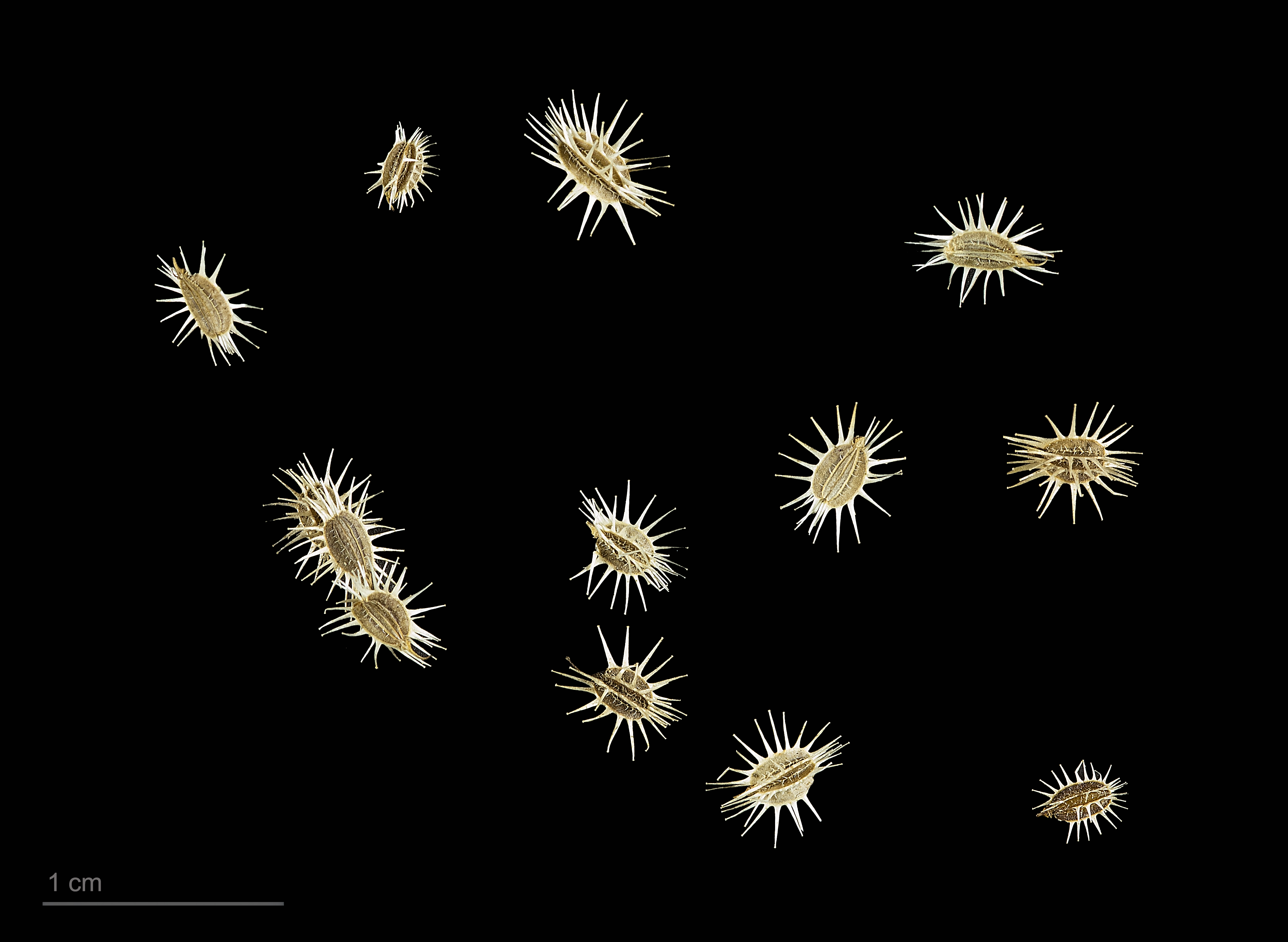
A Daucus carota subsp. maximus magjai a toulouse-i múzeumban

A vadmurok (Daucus carota) az ernyősvirágzatúak (Apiales) rendjébe, ezen belül a zellerfélék (Apiaceae) családjába tartozó faj. Nevezik vadrépának, illetve egyszerűen muroknak is.

## Előfordulása
A vadmurok elterjedési területe egész Dél- és Közép-Európa, valamint Ázsia. A magasabb fekvésű helyeken ritkább. Törökországtól Pakisztánig megtalálható. Algéria, Marokkó és Tunézia területein is vannak természetes állományai. Oroszországba, a Kaukázusba, Kínába és a közép-ázsiai országokba betelepítették ezt a növényfajt.

## Alfajai, változatai
- Daucus carota subsp. abyssinicus (C.A.Mey.) ined.
- Daucus carota subsp. azoricus Franco
- Daucus carota subsp. commutatus (Paol.) Thell.
- Daucus carota subsp. dentatus (Bertol.) Fiori
- Daucus carota subsp. drepanensis (Arcang.) Heywood
- Daucus carota subsp. gadecaei (Rouy & E.G.Camus) Heywood
- Daucus carota subsp. gummifer (Syme) Hook.f.
- Daucus carota subsp. halophilus (Brot.) A.Pujadas
- Daucus carota subsp. hispanicus (Gouan.) Thell.
- Daucus carota subsp. majoricus A.Pujadas
- Daucus carota subsp. maritimus (Lam.) Batt.
- Daucus carota subsp. maximus (Desf.) Ball
- Daucus carota subsp. rupestris (Guss.) Heywood
- sárgarépa (Daucus carota subsp. sativus) (Hoffm.) Arcang.
- Daucus carota var. sativa Hoffm.

## Megjelenése
A vadmurok 50-100 centiméter magas, kétéves növény, borzasan szőrös, barázdás szárakkal és vastag, fehér gyökerekkel. Levelei kétszer-háromszor, ritkábban négyszer szárnyaltak, finom szálas vagy lándzsás cimpákkal. Az ernyővirágzat virágzás előtt és után gömbösen összehajlik. Gallérlevelei jól fejlettek, szárnyasan szeldeltek vagy 3 hasábúak, a hasábok szálasak. A virításkor kiterülő ernyő virágai fehérek, a középsők olykor bíborvörös színűek. Terméséréskor az összehajló ernyő közepén fészek alakú mélyedés keletkezik. A vadmurok a termesztett sárgarépa (Daucus carota subsp. sativus) rokona.

## Életmódja
A vadmurok réteken, legelőkön, pusztafüves lejtőkön, szántókon, gyomtársulásokban, utak szélén igen gyakori. Üde vagy közepesen száraz, tápanyagban és bázisokban gazdag törmelék, agyag-, vályog-, kavics-, ritkán homoktalajokon nő.
A virágzási ideje májustól július végéig tart.

## Hatóanyagai
C-vitamint, B1 vitamint, B2-vitamint és B6-vitamint tartalmaz. Vízhajtó, szélhajtó, epehajtó hatású.

## Felhasználása
A levelekkel és gyökerekkel leveseket, zöld magjaival desszerteket, körtebefőttet ízesítenek, friss virágaiból süteményt készítenek.

### Figyelmeztetés
Gyűjtésüknél vigyázni kell, mert összetéveszthető az erősen mérgező bürökkel, a gyilkos csomorikával és egyes borgyökérfajtákkal.

## Képek

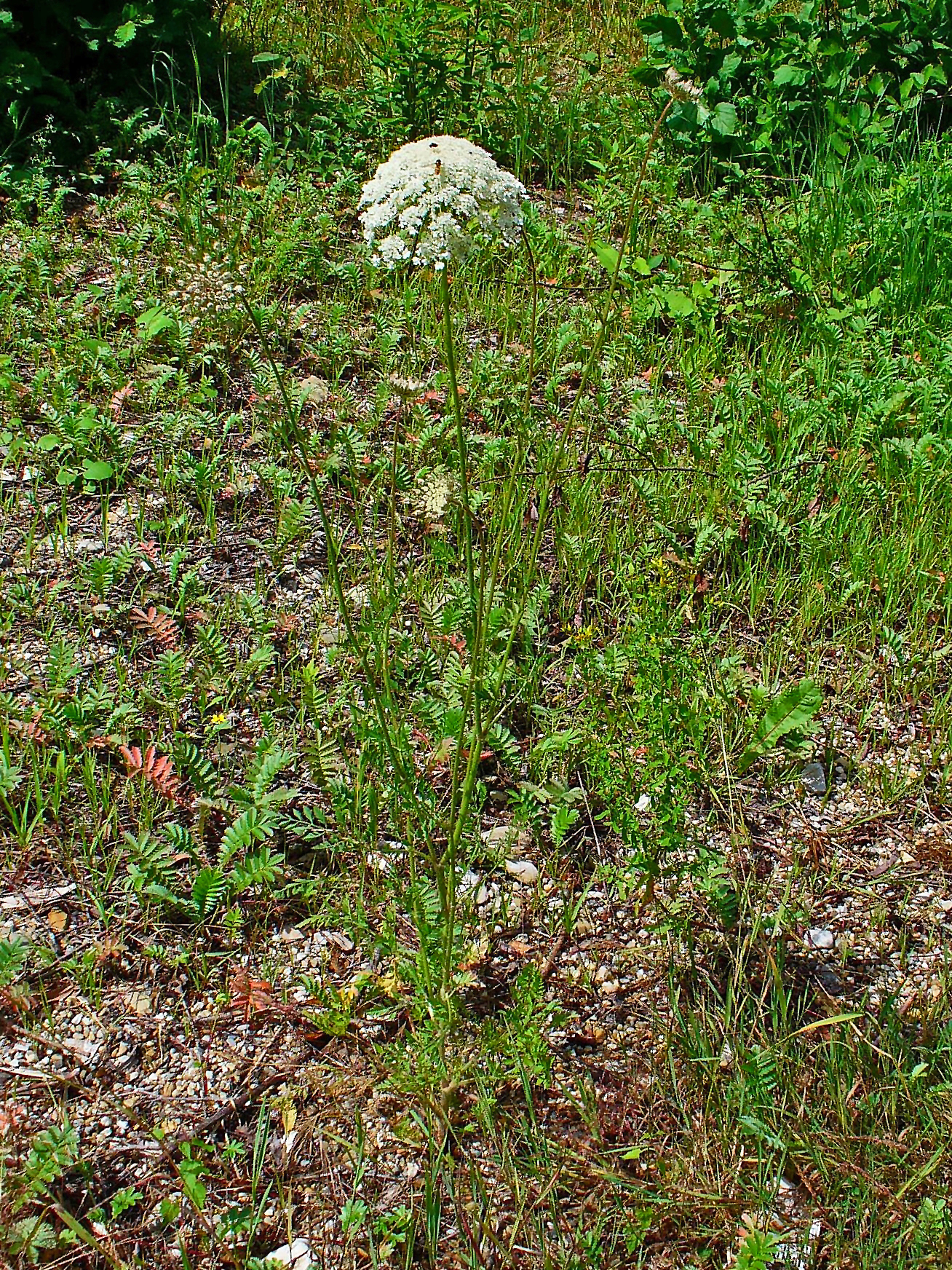
Természetes környezetben
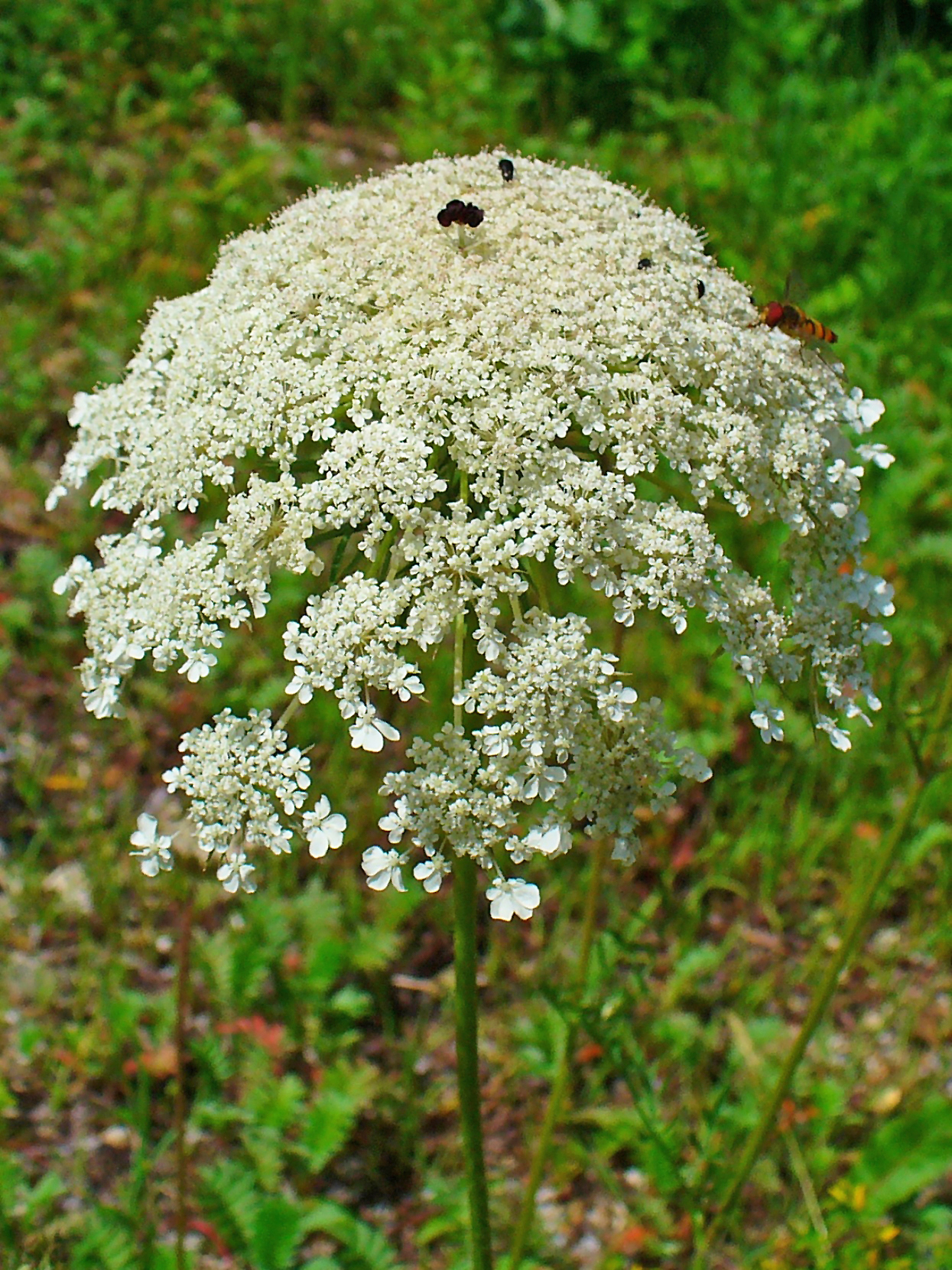
Ernyős virágai
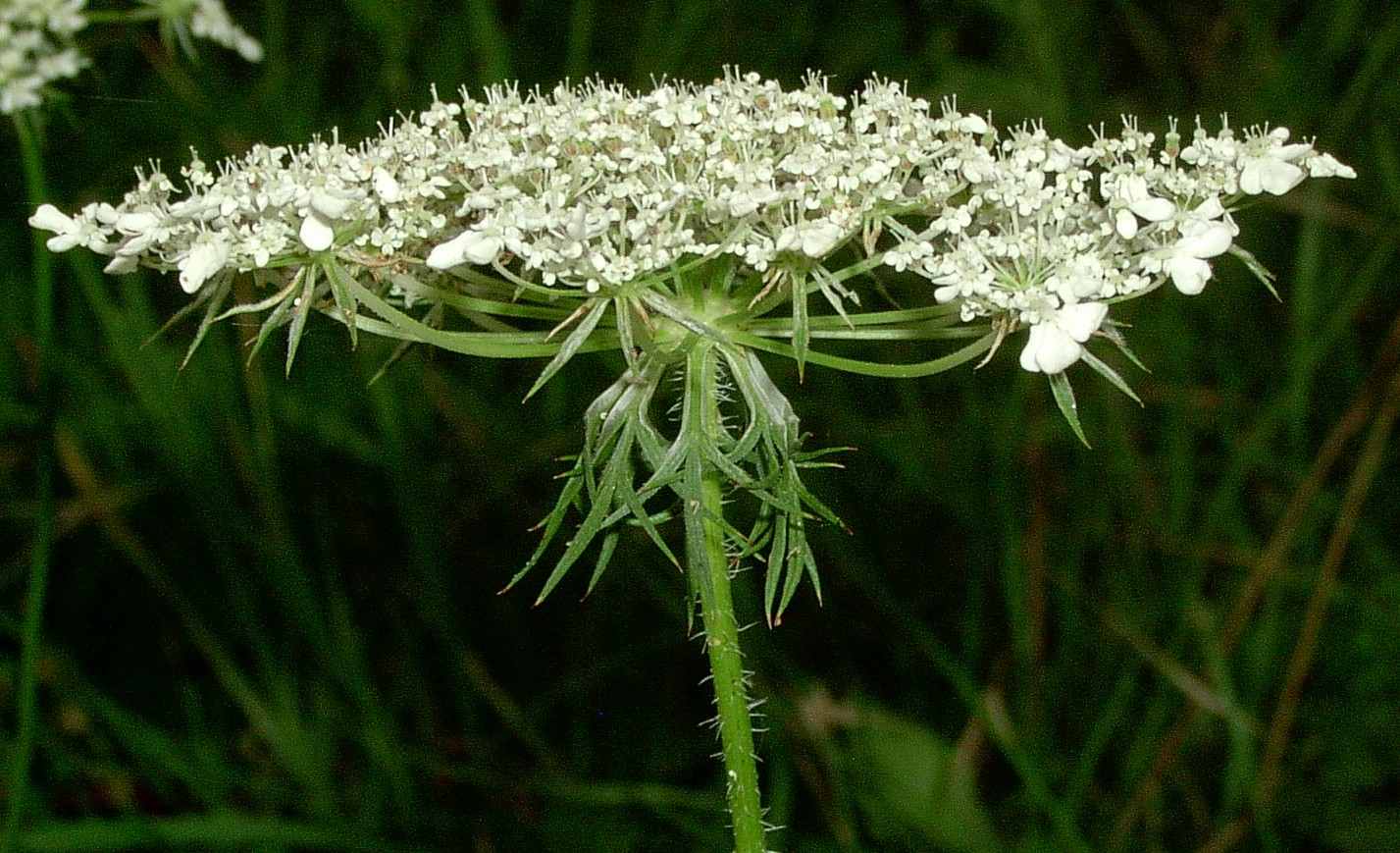
oldalról
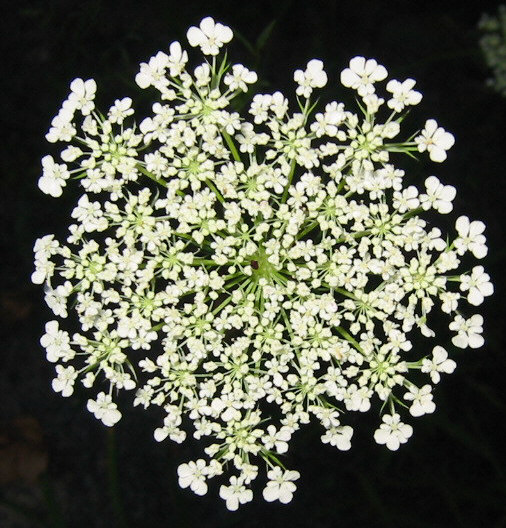
és felülről
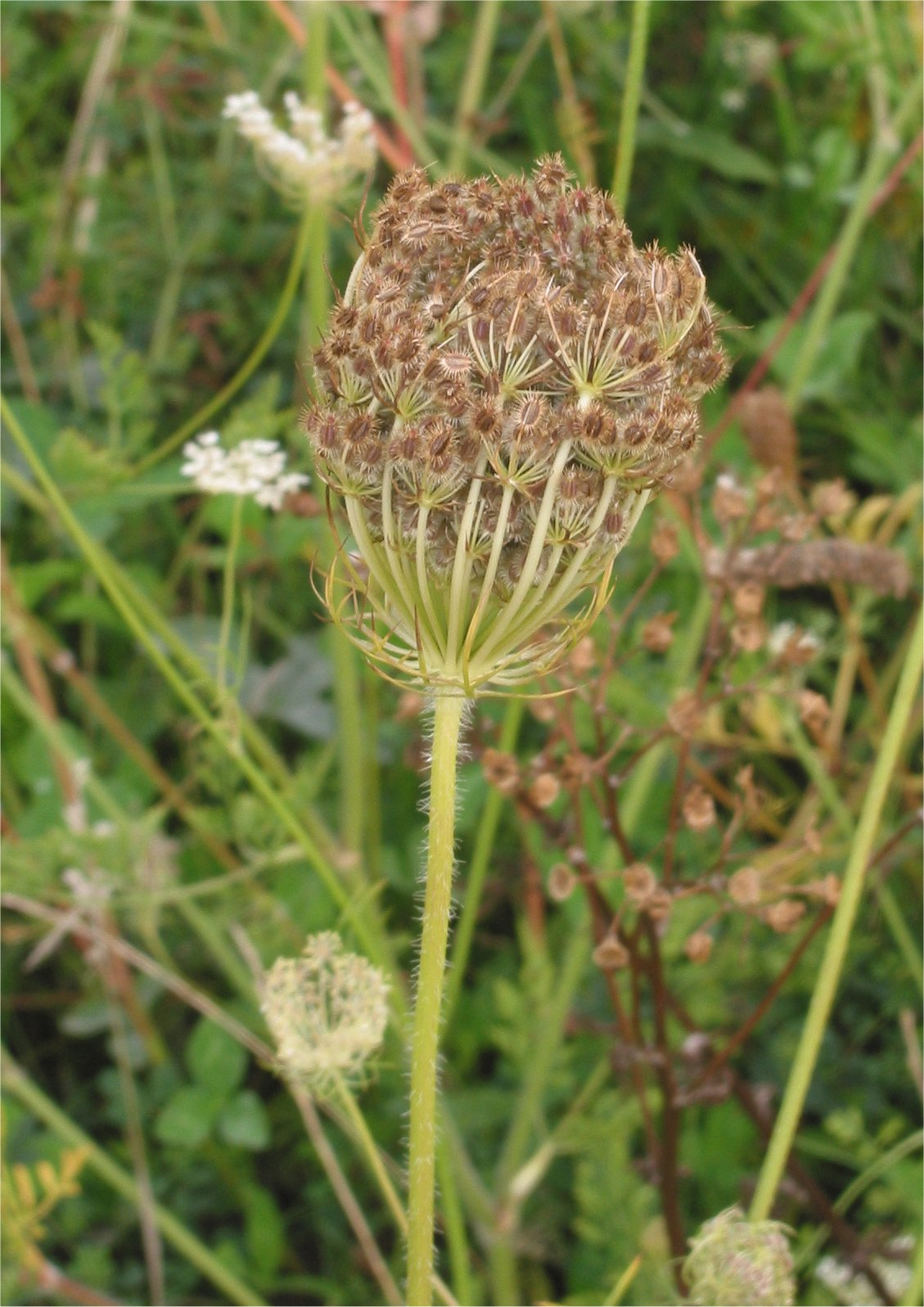
Termései
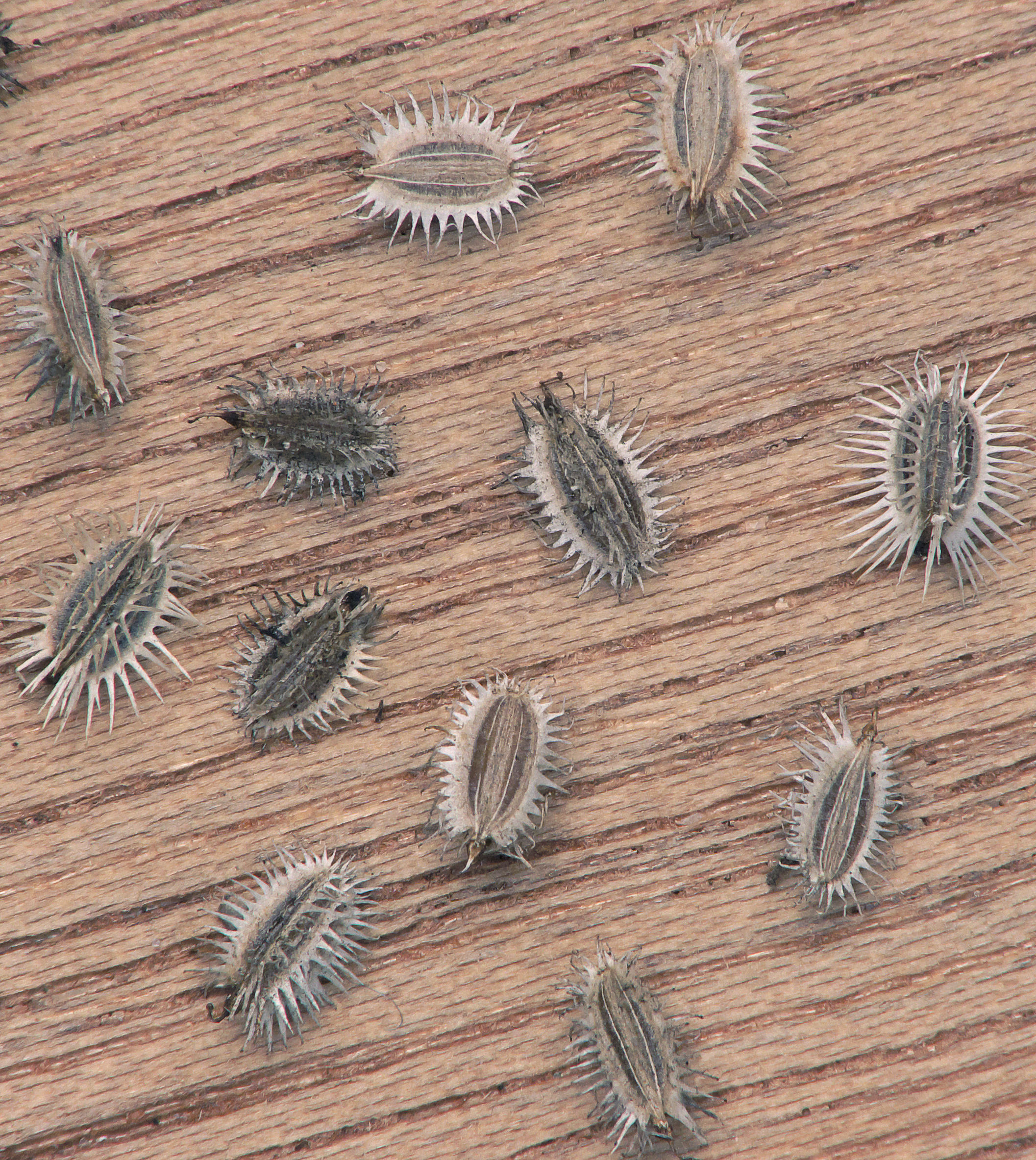
Magjai
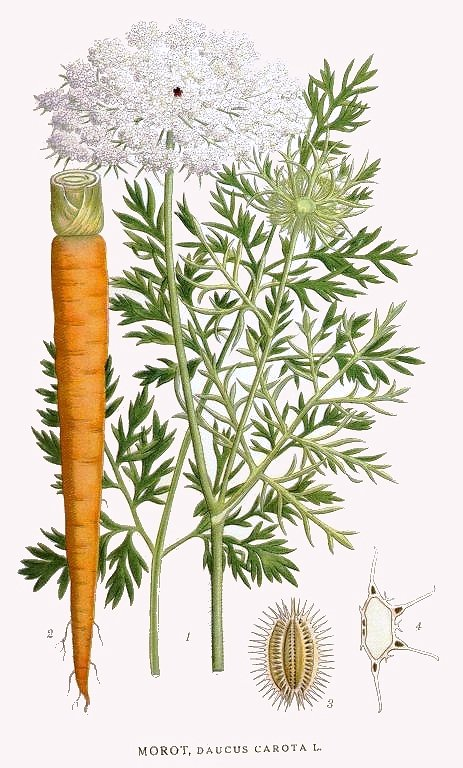
Rajzon